# Крючков Денис Олександрович

## Біографія

### Вебпланета
У 2001 році Денис Крючков заснував новинний сайт «Вебпланета» про інтернет-технології та компанії. Він був головним редактором до весни 2006 року, після чого зосередився на створенні нового проєкту — Habr.

### Заснування Хабру
У червні 2006 року він запустив Habrahabr (з 2018 року — Habr), російську платформу колективних блогів про IT, де користувачі пишуть статті, коментують і голосують через карму. Система карми стала унікальною фішкою розвитку ресурсу.

### Розвиток і популярність
Сайт швидко здобув популярність, до 2011 року відвідуваність перевищувала 3 млн осіб на тиждень. Завдяки успішній моделі та активності користувачів Habr увійшов до топ-3 медіаресурсів в IT згідно з Медialogia і був у списку 1000 найбільш відвідуваних сайтів світу за даними Alexa.

### Угода з Mail.ru та Яндексом
У 2013 році Крючков викупив у Mail.ru Group 45% акцій компанії «Тематичні медіа» (власник Habr) на кредит, наданий Яндексом. Оцінка компанії становила близько $10 млн, при цьому Яндекс не втручається в роботу проєкту.

### Юридична структура та міжнародний статус
З 2017 року генеральний директор ТОВ «Хабр», основне володіння — кіпрська Habr Blockchain Publishing LTD. За даними на 2024 рік, чисельність співробітників збільшилася до ≈47 осіб, виручка ТОВ «Хабр» — 457,7 млн ₽, прибуток — 14,7 млн ₽. У лютому 2020 року юрособу перенесено з РФ на Кіпр для зручнішої роботи з міжнародними користувачами та клієнтами і зменшення залежності від російського законодавства як ЗМІ.

## Нагороди та визнання
- Habr ставав фіналістом і переможцем у конкурсі РОТОР++ (2007–2011 рр.) у номінаціях «Проєкт року», «Інтернет-спільнота року», «Колективний блог року» та ін.
- Дениса Крючкова було відзначено як «Продюсера року» та фіналіста номінації «Редактор року» на конкурсі РОТОР++ у 2007 році.

## Особисті погляди та інтерв'ю
В інтерв'ю на Habr Крючков розповів, що концепція системи карми та відкритого публікаційного формату була натхненна Digg.com, але доповнена унікальними функціями для IT-спільноти. Він також відзначав природне «остигання» користувачів через рік перебування в спільноті, що є нормальним циклом спільнот.